# Gwiazdozbiór Krzyża Południa
Krzyż Południa (łac. Crux, dop. Crucis, skrót Cru) – najmniejszy, 88. co do wielkości, gwiazdozbiór nieba, charakterystyczny dla nieba południowego. W szerokościach geograficznych Europy nie jest współcześnie widoczny, co jest rezultatem precesji osi Ziemi. Z Wysp Brytyjskich przestał być widoczny około 3000 r. p.n.e. Jeśli chodzi o północne wybrzeża Morza Śródziemnego, znikł z nieba około 500 roku n.e. Cztery gwiazdy tworzące Krzyż Południa były znane już Ptolemeuszowi, jako część gwiazdozbioru Centaura. Dłuższe ramię krzyża wskazuje w przybliżeniu południowy biegun niebieski, stanowiąc ważny element orientacyjny dla dawnych żeglarzy. 
Gwiazdozbiór ma kształt krzyża łacińskiego. Współcześnie Krzyż Południa jest  patriotycznym symbolem dla narodów półkuli południowej: umieszczono go na flagach Australii, Papui-Nowej Gwinei, Nowej Zelandii, Samoa i Brazylii.

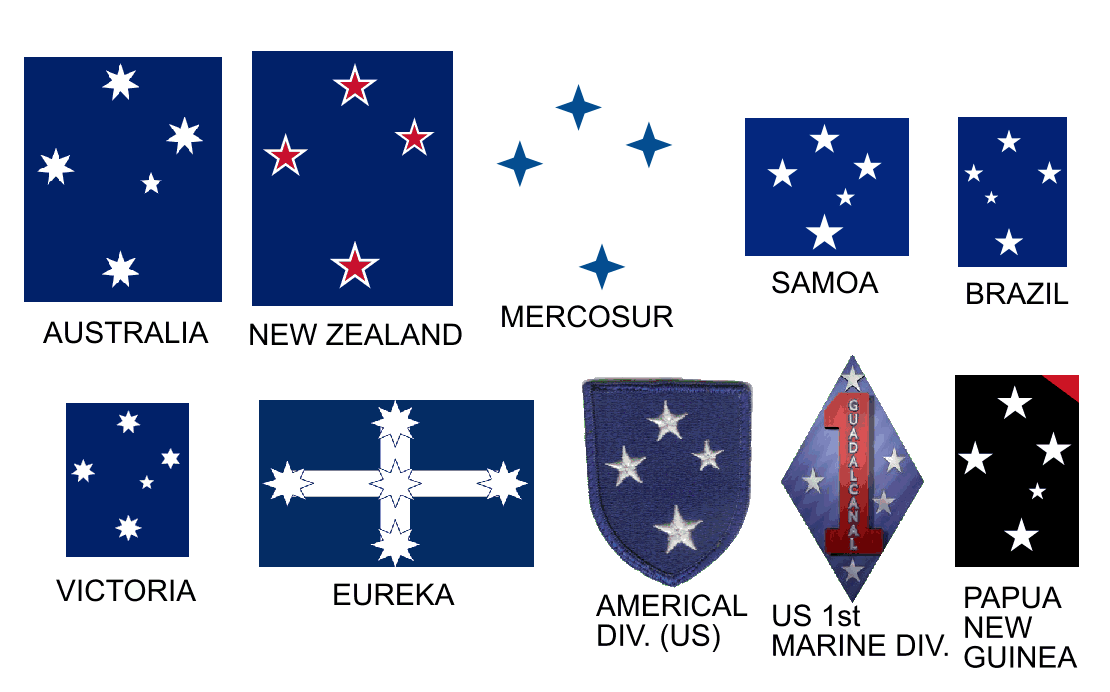
Flagi zawierające Krzyż Południa

## Krzyż
Ze względu na precesję osi ziemskiej Grecy i inne kultury śródziemnomorskie widzieli Krzyż Południa nisko nad horyzontem w czasach Chrystusa. Rzymianie mogli oglądać ten gwiazdozbiór także z Aleksandrii, nazywali go Thronis Caesaris dla uczczenia Augusta, jednego z wielkich cesarzy Rzymu. Pomimo tego, że przez tysiąclecia cywilizacje znały ten układ gwiazd, nie został uznany „oficjalnie” za gwiazdozbiór aż do czasów, kiedy Petrus Plancius umieścił go między nogami Centaura w swoim atlasie nieba z 1598. Wciąż był wtedy uznawany za część Centaura.
Mieszkańcy półkuli południowej wiązali z gwiazdozbiorem najrozmaitsze mity i historie. Dla Maorysów z Nowej Zelandii przedstawia on kotwicę, a gwiazdy zewnętrzne są liną. Niektóre plemiona Aborygenów widziały tam płaszczkę, a gwiazdy zewnętrzne są dwoma ścigającymi ją rekinami. W astrologii hinduskiej Krzyż nazywa się Trishanku, a Inkowie uwiecznili go w kamieniu w Machu Picchu. W centralnej Australii ten układ gwiazd był nazwany „Stopą Orła”.

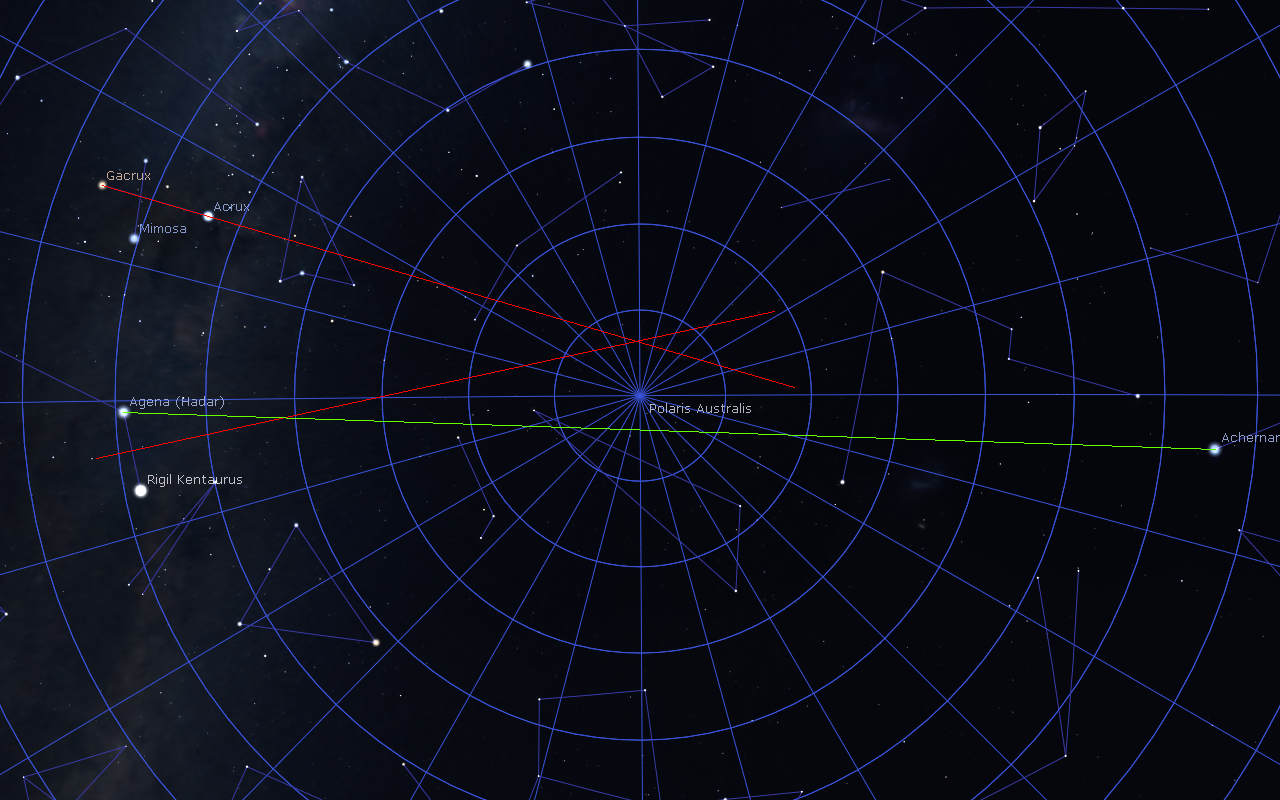
Schemat znajdowania południowego bieguna niebieskiego

Oprócz walorów estetycznych (czy nawet konotacji religijnych) kształt stworzony przez najjaśniejsze gwiazdy ma praktyczne zastosowanie w astronawigacji. Przedłużając niemal pięciokrotnie linię łączącą γ i α Cru, trafimy w okolice południowego bieguna nieba, co pozwala na zgrubne wyznaczenie kierunku południowego. W praktyce metoda ta nie jest idealna, ponieważ trafimy około pięć stopni od bieguna, a w jego okolicy nie ma żadnej jasnej gwiazdy. Można również dość łatwo pomylić kształt Krzyża Południa z układem gwiazd tworzonym przez β i κ Vel oraz ι i ε Car, który nazywany jest Fałszywym Krzyżem, a wskazywany przez niego kierunek nie ma zupełnie nic wspólnego z południem. Testem sprawdzającym, czy znaleźliśmy właściwy krzyż, jest odnalezienie gwiazdy ε Cru tuż obok δ Cru.

## Gwiazdy Krzyża Południa

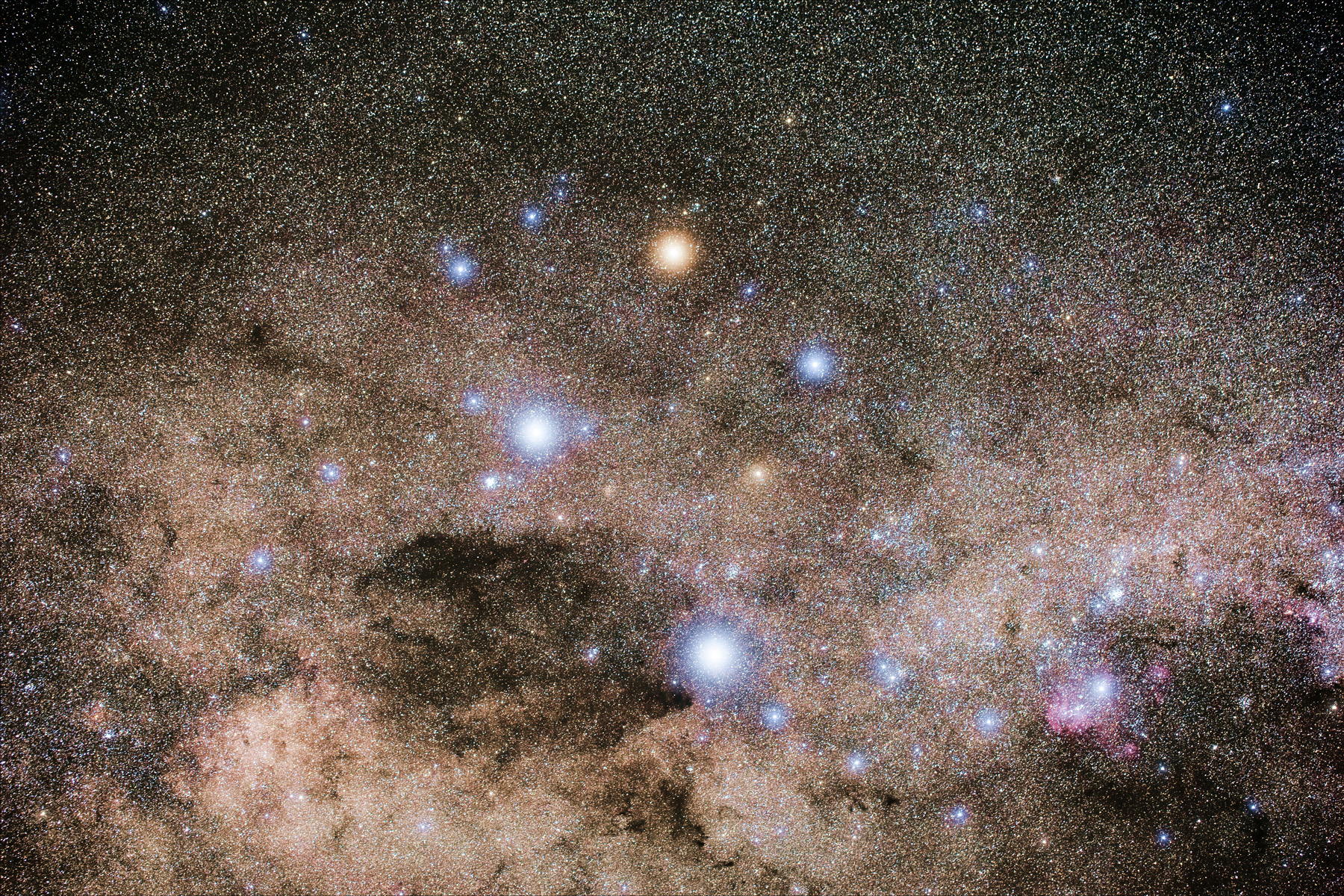
Krzyż Południa na zdjęciu o długim czasie ekspozycji, ukazującym obiekty głębokiego nieba; lekkie zamglenie nieba odpowiada za rozmycie gwiazd

Krzyż Południa to najmniejszy gwiazdozbiór na niebie, ale widoczny jest na niemal najjaśniejszym fragmencie Drogi Mlecznej i ma zdecydowanie ponadprzeciętną liczbę jasnych gwiazd. Zaczynając od świetlistego Acruxa, jasność gwiazd maleje, poruszając się zgodnie z ruchem wskazówek zegara przez Betę, Gammę, Deltę i Epsilon Krzyża Południa. 
- Alfa Crucis (Acrux) jest 12. pod względem jasności gwiazdą na niebie, a Mimosa (beta) – 19.; obydwie są błękitnymi olbrzymami, znajdującymi się w odległościach 320 i 350 lat świetlnych od nas.
- Gamma (γ), 24. pod względem jasności, jest czerwonym olbrzymem klasy M, leżącym nieco bliżej nas, w odległości 88 lat świetlnych. Nieuzbrojonym okiem widać wyraźnie pomarańczowy odcień tej gwiazdy, to gwiazda na górze krzyża, drugiej wielkości gwiazdowej.
- Czwartą gwiazdą tworzącą kształt Krzyża Południa jest Delta Crucis (Imai). Jest to podolbrzym o masie niemal 9 mas Słońca, świecący niebieskobiałym światłem. Kolor ten zawdzięcza wysokiej temperaturze fotosfery – niemal 23 tysiące kelwinów, świecąc 10 tysięcy razy mocniej niż Słońce. Obraca się wokół własnej osi bardzo szybko – z prędkością 210 km/s. δ Cru jest oddalony o 345 lat świetlnych[3].
- Piątą co do jasności gwiazdą jest Epsilon Crucis (Ginan), najmniejsza gwiazda pomiędzy delta Crucis i alfa Crucis. Jest to pomarańczowy olbrzym typu widmowego K. Obiekt znajduje się w odległości 228 lat świetlnych[3]. Tej właśnie gwiazdy należy szukać, by upewnić się, że obserwujemy prawdziwy Krzyż Południa.

Acrux jest jedną z najciekawszych gwiazd podwójnych na niebie. Składa się z dwóch niebiesko-białych gwiazd o niemal identycznej jasności; choć leżą bardzo blisko siebie, można je zobaczyć oddzielnie za pomocą małego teleskopu. W pobliżu znajduje się trzecia, nieco bledsza gwiazda, ale nie należy ona do układu, jest trochę w tle.
Szafirowa Mimosa także ma towarzyszkę, niezbyt jasną, krwistoczerwoną gwiazdę węglową, która tworzy z Mimosą niesamowity kontrast.

## Interesujące obiekty
Mimo że Krzyż Południa jest najmniejszą konstelacją, zawiera dwie młode gromady gwiazdowe.
- Pierwszą z nich jest położona na wschód od Mimosy, gromada otwarta, Szkatułka Klejnotów (NGC 4755). Najjaśniejsza gwiazda w polu to świecący pomarańczowym blaskiem czerwony nadolbrzym Kappa Crucis, podobny do żarzącego się niedopałka. Gwiazda ta tylko przypadkowo znalazła się w obszarze gromady. κ Cru znajduje się w odległości około 1660 lat świetlnych, gwiazdy gromady NGC 4755 zaś niemal 6500 lat świetlnych. Jest to grupa około 100 gwiazd świecących niebieskobiałym światłem. Kontrast barw między κ Cru a gromadą sprawia, że jest to obiekt łatwy do zaobserwowania za pomocą lornetki. Jasność gromady wynosi 4,2m, jest więc ona również widoczna nieuzbrojonym okiem jako lekko zamglony obiekt[3].
- O wiele słabsza, ale również interesująca jest gromada otwarta NGC 4609 położona na wschód od Acrux. Składa się z kilkudziesięciu gwiazd, z których najjaśniejsza ma jasność 7m, natomiast kolejnych osiem jest jaśniejsza od 10m. Aby ją zobaczyć, potrzebna jest co najmniej lornetka lub mały teleskop[3].
- gromada otwarta NGC 4852,
- W południowo-wschodniej części konstelacji pomiędzy Acruxem a Mimosą widoczna jest ciemna mgławica — Worek Węgla. Leży obok Szkatułki. Jest ciemnym obłokiem pyłu, zatrzymującym światło gwiazd znajdujących się w Drodze Mlecznej poza nią. Ta zimna chmura wodoru leży w odległości około 500 lat świetlnych od nas i wygląda jak dziura w błyszczącej Drodze Mlecznej[1][3]. Rozciągając się do Centaura i Muchy, zajmuje obszar dwanaście razy szerszy od średnicy Księżyca w pełni, dzięki czemu dobrze widać ją gołym okiem i przez lornetkę. W kulturze niektórych plemion aborygeńskich nazywana „głową emu”.
- Asteryzm „Fałszywego Krzyża”. Gwiazdy Avior i Aspidiske z Kila oraz Alsephina i Markeb z Żagla tworzą Fałszywy Krzyż, mylony czasem z Krzyżem Południa[4].

Najbliższymi sąsiadami Krzyża Południa są konstelacje Centaura i Muchy.
Krzyż Południa położony jest w ramionach Drogi Mlecznej. Pomocne w odnalezieniu konstelacji są dwie gwiazdy sąsiadującego Centaura – α i β Centauri.
Ze względu na małą powierzchnię i jasne gwiazdy jest najjaśniejszym gwiazdozbiorem nieba.

## W kulturze

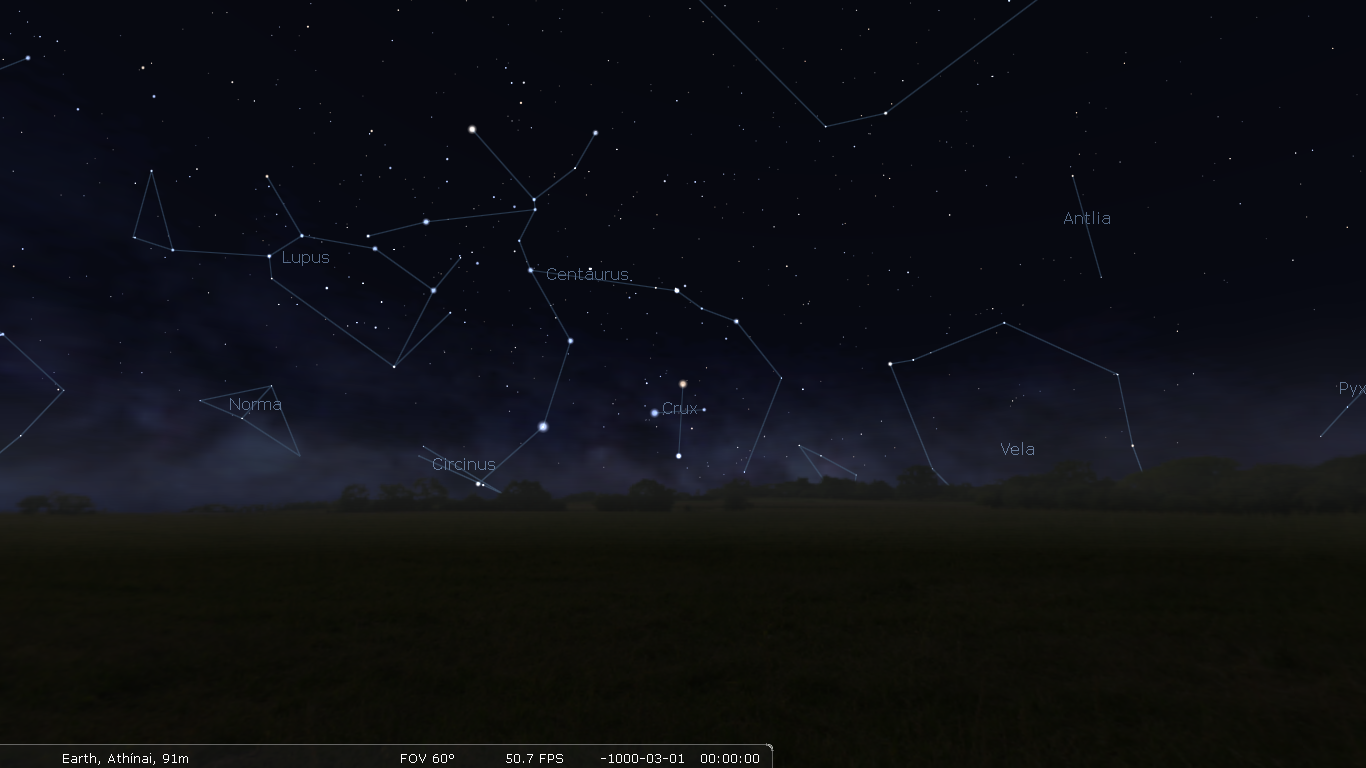
Krzyż Południa widoczny z szerokości geograficznej Aten, symulacja nieba w roku 1000 p.n.e.

Krzyż Południa był widoczny dla starożytnych Greków, którzy uważali go za część gwiazdozbioru Centaura. Na szerokości Aten w roku 1000 p.n.e., Krzyż był wyraźnie widoczny, chociaż nisko nad horyzontem. Jednak z powodu precesji osi Ziemi jego gwiazdy obniżały się na europejskim niebie. Do roku 400 n.e. większa część gwiazdozbioru przestała się pojawiać dla Ateńczyków nad horyzontem.
Alen sugeruje, że tłumaczyć to może pewien fragment „Boskiej Komedii” Dantego (pocz. XIV wieku). Wstępując do czyśćca u wejścia na południową półkulę Dante oznajmia:
"Zwrócę się w prawo i okiem przystanę

U podbieguna; gwiazd ujrzę tam czworo

Po pierwszych ludziach późniejszym nieznane

Niebiosa od nich – zda się – jasność biorą

O ty północny widnokręgu wdowi

Któremu nigdy te światła nie gorą!..."

(Czyściec, Pieśń 1:22-27, tłum. Edward Porębowicz)
„Pierwszymi ludźmi” byli pierwsi chrześcijanie. W czasach Chrystusa Krzyż Południa widać było z Jerozolimy. Dante, który najwidoczniej był świadom skutków precesji, nawiązuje do bezbożnego okresu, który nastał po śmierci Chrystusa, gdy Krzyż Południa stopniowo usuwał się z nieba widzianego z tej szerokości geograficznej. Cztery gwiazdy symbolizują cztery cnoty moralne zwane kardynalnymi (roztropność, sprawiedliwość, męstwo i umiarkowanie), które mieli posiadać tylko Adam i Ewa przed popełnieniem grzechu pierworodnego.
Europejczycy odkryli Krzyż Południa na nowo w epoce wielkich odkryć geograficznych. Portugalczycy okrążając Afrykę nanieśli go na mapy i odkryli jego użyteczność dla nawigacji. Widnieje na narysowanej w 1516 roku mapie nieba, której autorem był włoski nawigator i szpieg Andrea Corsali. Płynął do Indii w ramach tajnej portugalskiej wyprawy. Również Amerigo Vespucci w 1501 roku naniósł na mapy obok gwiazd Alfa i Beta Centauri gwiazdy Krzyża Południa. Natomiast obraz namalowany przez XVI-wiecznego flamandzkiego artystę, Joannesa Stradariusa przedstawia Amerigo Vespucciego obserwującego Krzyż Południa przez astrolabium.
Francuski astronom Augustin Royer miał w 1679 oddzielić Krzyż od Centaura. Inni historycy przypisują wprowadzenie tego gwiazdozbioru Petrusowi Planciusowi w 1613, ponieważ pojawił się on w pracach Jakoba Bartscha w 1624.
Czasem flaga Konfederacji jest nazywana „krzyżem południa”, lecz to określenie nie pochodzi od gwiazdozbioru.
Niektóre aborygeńskie ludy Australii dostrzegały w obrębie dzisiejszego Krzyża Południa konstelację złożoną nie z gwiazd, lecz z ciemnych chmur w kształcie emu.